# 圣安东尼修道院
圣安东尼修道院是一所坐落于埃及东部沙漠一片绿洲中的一个科普特正教会修道院。该修道院位于开罗东南约334公里，隐藏在红海群山之中，是全世界最古老的修道院之一。圣安东尼修道院是由圣安东尼的追随者所建，这些人也被认为是第一批禁欲主义僧人。圣安东尼修道院是埃及最重要的修道院之一，强烈影响了其他几个科普特组织并在大众中推广了修行制度。该修道院曾选出过几个牧首，每天也会有数百名朝圣者前来朝圣。

## 结构

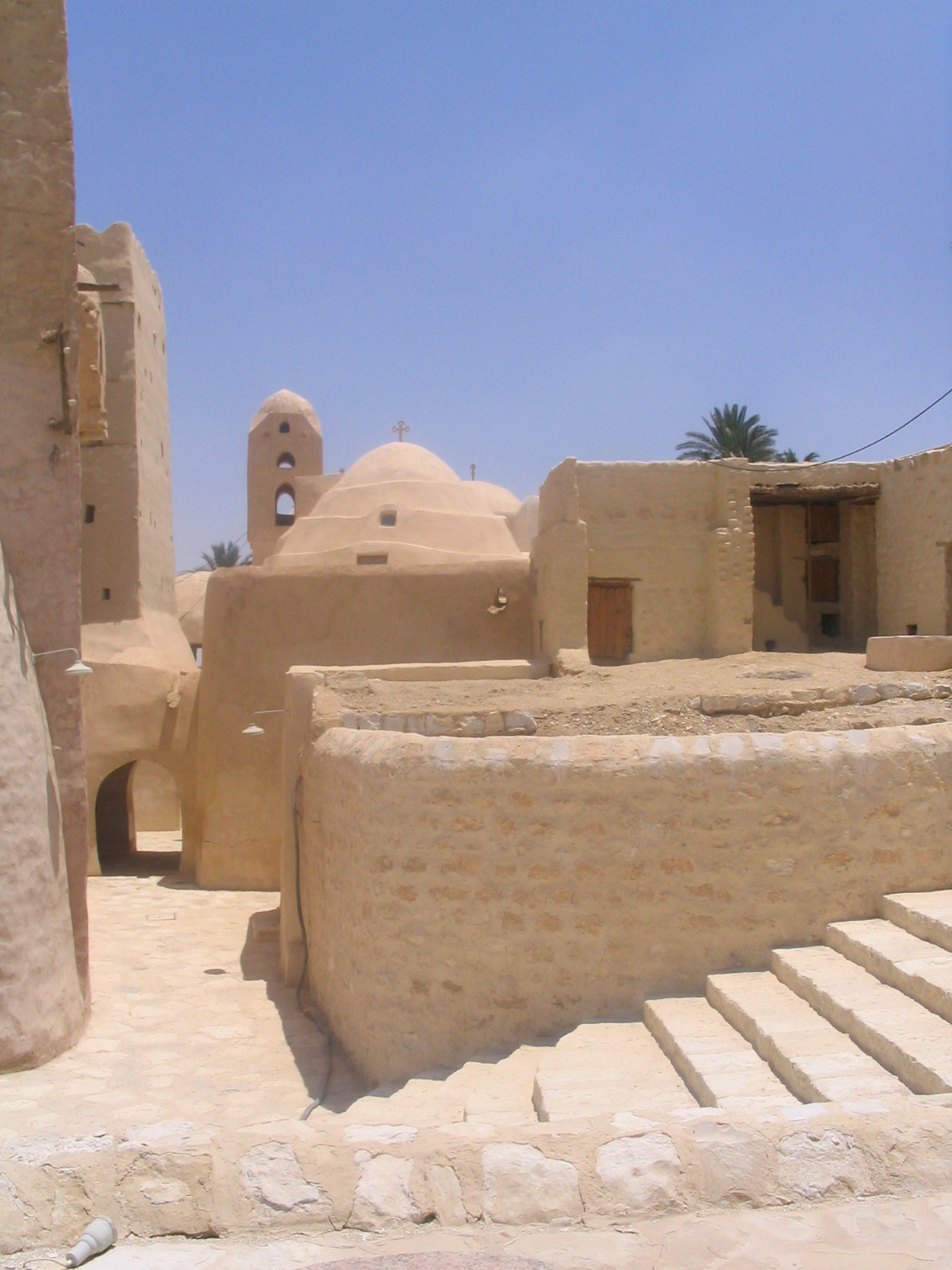
圣安东尼修道院内景

这个现代修道院是一个自我完善的村落，包括了花园、一个磨坊、一个烘焙坊和五个教堂。墙上装饰有颜色鲜艳的骑士的画像以及一些浅色的隐士画像，但这些画都已经经历了几个世纪烟尘、烛蜡、油渍及灰尘的洗礼。埃及考古最高评议会以及美国研究中心（埃及）正联合进行一项对这些画像的恢复项目。这些画像最老可以追溯到七世纪及八世纪，最新的也是十三世纪的了。

## 进一步阅读
- Gabra, Gawdat, Hany N. Takla, Saint Mark Foundation., and Saint Shenouda the Archimandrite Coptic Society. 2008. Christianity and monasticism in upper Egypt.